# 교산천
교산천(橋山川)은 인천광역시 강화군 양사면 교산리에서 발원하여 양사면 북성리에서 황해로 유입하는 하천이다. 양사면 교산리 일대 3.25 km 구간은 지방하천으로 관리되고 있다. 교정천(橋頂川)이라고도 한다.

## 지류[2]
- 교산천
  - 짓절미천: 강화군 양사면 인화리에서 시작하여 교산리까지 흐르는 하천으로, 1.532 km 구간은 강화군의 소하천으로 관리되고 있다.[3] 뒷절미는 교산리의 마을 이름으로, 짓절미, 사촌(寺村), 서사(西寺)라고도 불렀다.[4]
  - 배우천: 강화군 양사면 교산리에서 시작하여 북쪽으로 흐르다가 교산리에서 교산천으로 합류하는 하천으로, 0.75 km 구간은 강화군의 소하천으로 관리되고 있다.[3]